# Stein am Rhein
Stein am Rhein je grad u Švicarskoj i gradić u kantonu Schaffhausen. Na hrvatski prevedeno "Kamen na Rajni".

## Gradske četvrti
- Stein am Rhein
- Stein am Rhein vor der Brugg

## Vanjske poveznice
- (njem.) Stein am Rhein  službene stranice

## Slike
- Stein am Rhein mit der Burg Hohenklingen im Hintergrund (Stein am Rhein s kulom Hohenklingen u pozadini)